# Józef Maurer
Józef Maurer (ur. 7 listopada 1879 w Trzęsówce, zm. 2 września 1926 we Lwowie) – polski nauczyciel i historyk literatury, autor studiów o Słowackim.
Ukończył gimnazjum w Rzeszowie. Studiował filozofię, polonistykę oraz filologię klasyczną na Uniwersytecie Jagiellońskim. Drukował w czasopismach, np. w Pamiętniku Literackim, autor komentarza do wydania „Trzech poematów” w Bibliotece Narodowej (1922) oraz do innych dzieł romantyków. Wydał Sen Srebrnej Salomei. Idea dramatu w 1911 r. Nauczyciel j. polskiego w gimnazjum w Krakowie, Podgórzu, a także w Gimnazjum im. Stefama Batorego we Lwowie.